# Alpinia valetoniana
Alpinia valetoniana är en enhjärtbladig växtart som beskrevs av Ludwig Eduard Loesener. Alpinia valetoniana ingår i släktet Alpinia och familjen Zingiberaceae. Inga underarter finns listade i Catalogue of Life.